# 莫干山62号
莫干山62号现名莫干山枫鹃谷忘山别墅，位於浙江省湖州市德清縣莫干山景區境內，靠近剑池景区。
莫干山62号建于1934年，业主为黄桂珊，位于余杭路，别墅为典型的外廊建筑，环境极为清幽。
此处后为浙江省农业银行休养所。2014年，命名为莫干山枫鹃谷忘山别墅，对外开放。
2006年5月，莫干山62号作为莫干山別墅群的一部分，被國務院列為第六批全國重點文物保護單位。

## 外部連結
- 莫干山